# FRAND
FRAND(Fair, Reasonable and Non-Discriminatory, 프렌드)는 '공정하고, 합리적이고, 비차별적인'을 줄인 말이다. 공정함을 합리에 포함시켜 RAND라고도 한다. 표준이 된 특허기술의 권리자가 경쟁사에게 차별적인 사용조건을 적용하여 발생할 수 있는 불공정 행위를 방지하는 것을 목적으로 한다. ETSI(유럽전기통신표준협회)가 제정한 특허기술 사용에 관한 조항에 포함되면서 널리 쓰이게 됐다.